# Capillaster squarrosus
Capillaster squarrosus is een haarster uit de familie Comatulidae.
De wetenschappelijke naam van de soort werd in 2003 gepubliceerd door Messing.